# Алборов, Феликс Шалвович
Фе́ликс Ша́лвович Албо́ров (осет. Æлборты Феликс; 1935—2005) — советский осетинский и российский композитор, пианист, дирижёр, фольклорист и музыкально-общественный деятель, педагог.
Заслуженный деятель искусств Грузинской ССР, Северо-Осетинской АССР и Республики Южная Осетия. Лауреат Государственной премии Республики Северная Осетия-Алания им. К. Л. Хетагурова (1999). Член Союза композиторов СССР с 1978 года.

## Биография
Родился 8 сентября 1935 года в г. Сталинир (ныне Цхинвали, Южная Осетия/Грузия).
В 1943-45 учился Юго-Осетинской областной музыкальной школе, по классу скрипка, брал уроки у Бориса Галаева.
В 1946—1956 гг. обучался в Центральной музыкальной школе при Тбилисской консерватории, по классу дирижирования.
В 1958—1963 гг. обучался в Тбилисской государственной консерватории по композиторскому факультету (класс профессора И. И. Туския.
С августа по октябрь 1961 композитор Северо-Осетинской гос.филармонии.
В  с октября 1961—1964 гг. — художественный руководитель и главный дирижёр Государственного ансамбля песни и танца. 
Он же инициировал официально дать имя Государственный ансамбль песни и танца «Симд».
С 1963—1969 гг. — директор Цхинвалской музыкальной школы.
В 1969 году по его инициативе было создано Цхинвальское музыкальное училище, в 1969—1979 гг. — его директор. Ныне училище носит имя Ф.Алборова.
С конца 1960-х по начала 1990-х пишет музыку к кинофильмам Северо-Осетинской киностудии.
С 1979 года — научный сотрудник Юго-Осетинского научно-исследовательского института филиала Академии наук Грузинской ССР.
С 1990 года — старший научный сотрудник Северо-Осетинского института гуманитарных и социальных исследований
В 1990-е годы написал Гимн Республики Южная Осетия.
В 1998—2005 — музыкальный руководитель Северо-Осетинского академического государственного ансамбля танца «Алан».
Давал консультации многим молодым перспективным музыкантам во Владикавказе.
Умер 28 июня 2005 года во Владикавказе. Похоронен там же, на Аллее Славы.

## Список основных произведений
- Осетинский танец для кларнета и фортепиано, 1957
- Вариации для фортепиано, 1957
- Скерцо для струнного квартета, 1959
- Осетинский танец для арфы, 1960
- Двойная фуга для фортепиано, 1961
- Концерт для фортепиано с оркестром си минор, в 3-х частях, 1963
- «Иристон», кантата для смешанного хора на стихи Х. Джиоева, 1960
- «Осетинская свадьба», вокально-хореографическая сюита для солистов, хора и оркестра в 11 частях, 1970.
- Сюита для оркестра в 5 частях, по мотивам новелл А. Коцева, 1971
- «Бургустан», кантата для солистов, хора и оркестра в 4 частях, на стихи Г. Дзугаева, 1977
- «Осетинская танцевальная» для гармоники с оркестром, и органом, 1978
- Экспромт для фортепиано посвященный Васо Абаеву, 1980-е
- Элегия для виолончели с оркестром
- Государственный гимн Республики Южная Осетия, 1990-е
- «Фатима», опера в 2-х актах, 4-х картинах (не была закончена Алборовым, но в 2015 году её завершил композитор Ацамаз Макоев)

### Музыка к кинофильмам
- 1977 — «Ах, любовь!..»
- 1977 — «Во всём виновата Залина»
- 1978 — «В день праздника»
- 1979 — «Сбереги башню»
- 1982 — «Мужское самолюбие»
- 1985 — «Обида старого охотника»
- 1994 — «Легенда горы Тбау»

## Награды
- Заслуженный деятель искусств Грузинской ССР
- Заслуженный деятель искусств Северо-Осетинской АССР
- Заслуженный деятель искусств Южной Осетии
- Государственная премия Республики Северная Осетия-Алания им. К. Л. Хетагурова (1999)
- Медаль им. Георгия Свиридова